# Ophrys tenthredinifera
 Ophrys tenthredinifera  Willd. 1805 es una orquídea monopodial y terrestre del género Ophrys, llamada orquídea avispa. 

## Etimología
Su nombre "Ophrys" deriva de la palabra griega: ὀφρύς, ophrys = "ceja".

"Tenthredinifera" del griego "tenthredón" = "tentredine un  insecto similar a la avispa" refiriéndose a su labelo .
  
Ophrys se menciona por vez primera en el libro "Historia Natural" de Plinio el Viejo (23-79 AD).
Nombres comunes:
Abejita, abejorros, flor de abeja, flor de avispa, flor de la abeja, lila de monte, orquídea avispa

## Hábitat y distribución
Esta especie de hábitos terrestres se distribuye por el Mediterráneo (España, sur de Francia y Córcega) en general en toda Europa. En prados, garrigas, lugares arbustivos y bosques en suelos areniscos de calcáreas y calizas. Crece a altitudes de 850 a 1100 m s. n. m.

## Descripción
Ophrys tenthredinifera es una planta de 10 a 60 cm de altura con dos tubérculos. Tallo erecto y ligeramente flexuoso. Con 3 a 8 hojas basales de ovado-lanceoladas u oblongas.
Espigas de tres a ocho flores poseen un labelo de gran tamaño.  El labelo es trilobulado marrón oscuro, con lóbulo central aterciopelado, trapezoidal, alargado y abombado. El labelo de color pardo rojizo de unos 13 a 18 mm de longitud tiene tres lóbulos con los dos laterales triangulares diminutos que están vueltos ligeramente  hacia adelante con unos pelos finos blanquecinos. El lóbulo intermedio es glabro y más grande que los laterales tiene en el medio del extremo una indentación con una pequeña protuberancia amarilla hacia arriba. El espéculo es de color marrón en el centro, el extremo inferior blanquecino amarillento, el extremo superior una gran mancha blanca.

Sépalos cóncavos, con el margen revoluto, rosados, de un rosado purpúreo o blancos, con los nervios verdes; los tres sépalos de unos 7 mm de longitud. Los pétalos más internos son bastante más pequeños que los sépalos, anchos y triangulares, pero del mismo color rosado que los sépalos, y hacen un gran contraste con los tonos oscuros del labelo. Esta especie es variable en sus dibujos y gradación de color.  Los cambios afectan a las dimensiones, color y forma del labelo y en menor medida al tamaño de la planta. Florecen de mediados de marzo a abril.
Como otras orquídeas de este género es polinizada por pseudocopulación en que los machos son seducidos por la apariencia de la flor que imita a la hembra de una especie de avispa o abeja. Se conoce que uno de los polinizadores es la abeja Eucera longicornis.

## Sinonimia
- Arachnites limbata Link 1829;
- Arachnites tenthredinifera Tod. 1842
- Ophrys aprilia Devillers & Devillers-Tersch. 2003
- Ophrys arachnites Link 1799
- Ophrys di-stefani Lojac. 1909
- Ophrys ficalhoana Güímar 1887
- Ophrys ficalhoana var. choffati J.A.Guim. 1887
- Ophrys ficalhoana var. davei J.A.Guim. 1887
- Ophrys fusca Rchb. 1851
- Ophrys grandiflora Ten. 1919
- Ophrys insectifera var. rosea Desf. 1799
- Ophrys limbata Link 1829
- Ophrys neglecta Parl. 1858
- Ophrys rosea Desf. ex Boiss. 1860
- Ophrys tabanifera Sieber ex Nyman 1882
- Ophrys tenoreana Lindl. 1811;
- Ophrys tenthredinifera f. lutescens (Batt.) Raynaud 1985;
- Ophrys tenthredinifera subsp. ficalhoana (J.A.Guim.) M.R.Lowe & D.Tyteca 2000;
- Ophrys tenthredinifera subsp. guimaraesii D.Tyteca 2000;
- Ophrys tenthredinifera subsp. praecox D.Tyteca 1985;
- Ophrys tenthredinifera subsp. villosa (Desfontaines) H. Baumann & Künkele;
- Ophrys tenthredinifera subvar. choffati (J.A.Guim.) E.G.Camus 1928;
- Ophrys tenthredinifera subvar. davei (J.A.Guim.) E.G.Camus 1928;
- Ophrys tenthredinifera subvar. serotina (J.A.Guim.) E.G.Camus 1928;
- Ophrys tenthredinifera var. lutescens Batt. 1904;
- Ophrys tenthredinifera var. praecox Rchb.f. ex E.G.Camus in ?;
- Ophrys tenthredinifera var. serotina J.A.Guim. 1887;
- Ophrys villosa Desf. 1807
- Ophrys tetuanensis Pau 1929[2]

## Galería de fotos deOphrys tenthredinifera

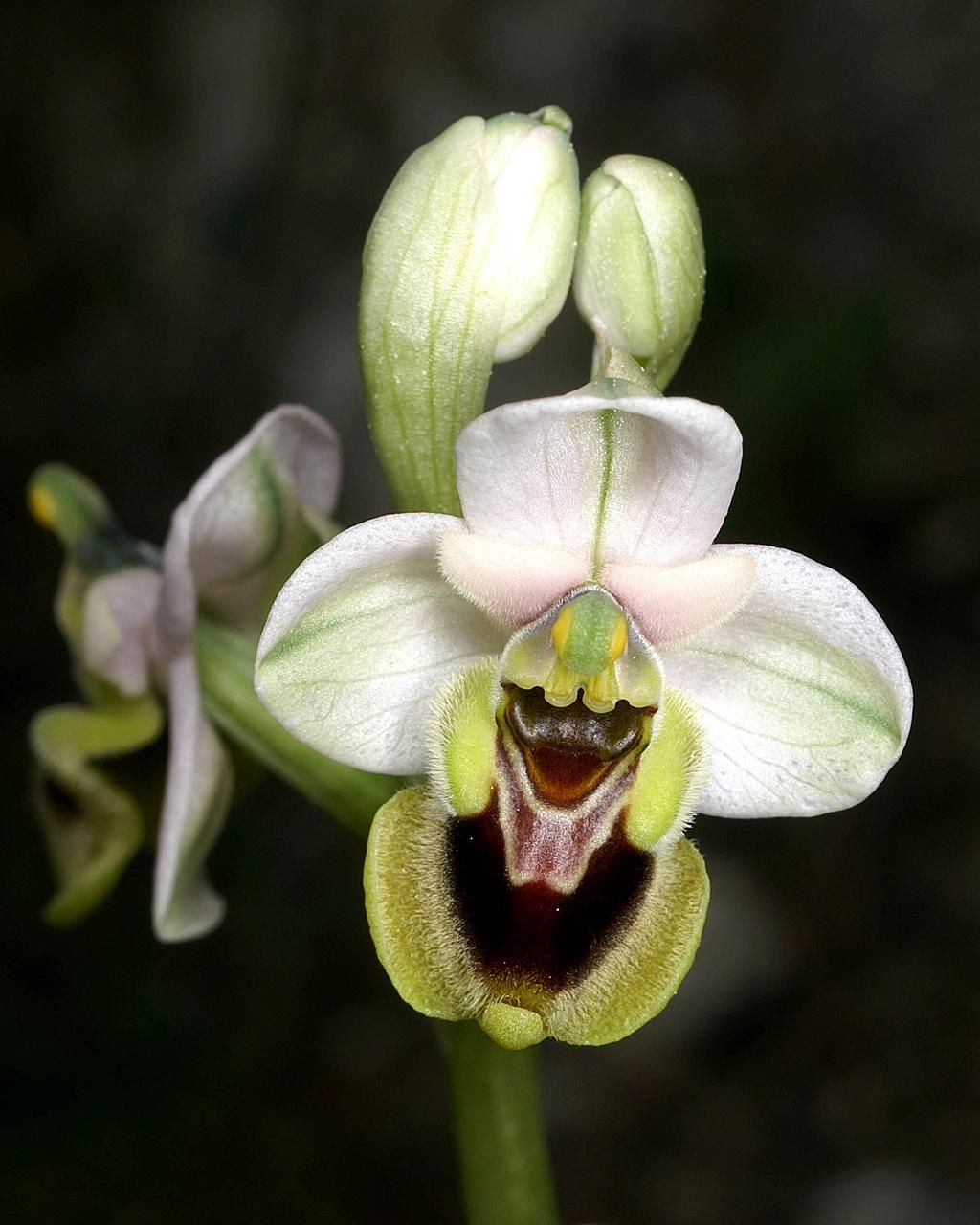
Ophrys tenthredinifera Mallorca
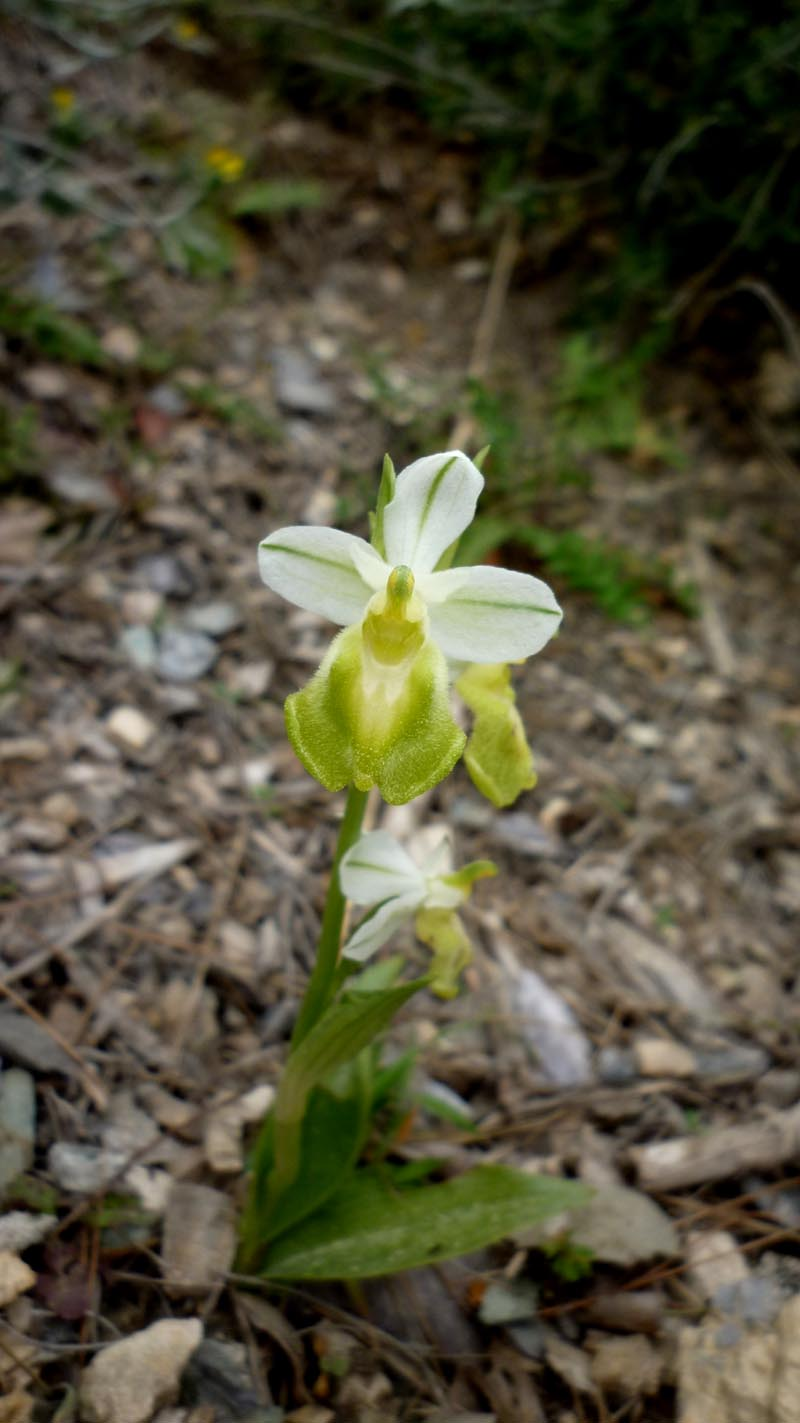
Ophrys tenthredinifera hipocromática. Sierra de la Muela, Cartagena.
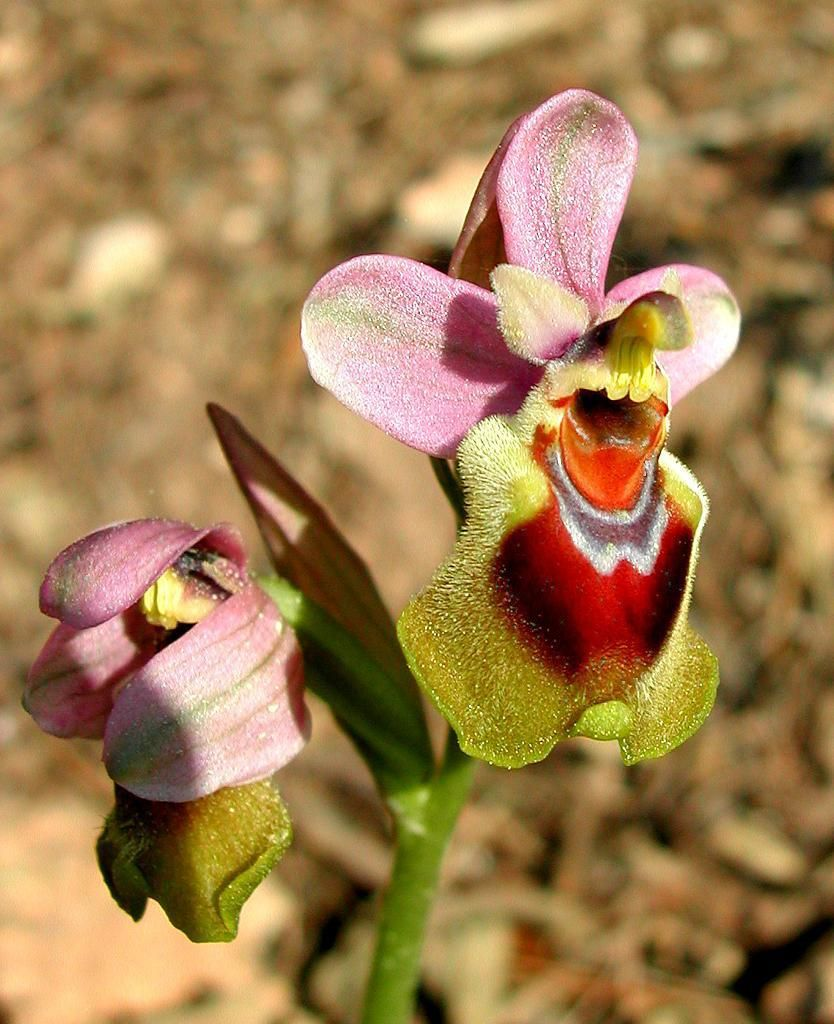
Ophrys tenthredinifera Mallorca
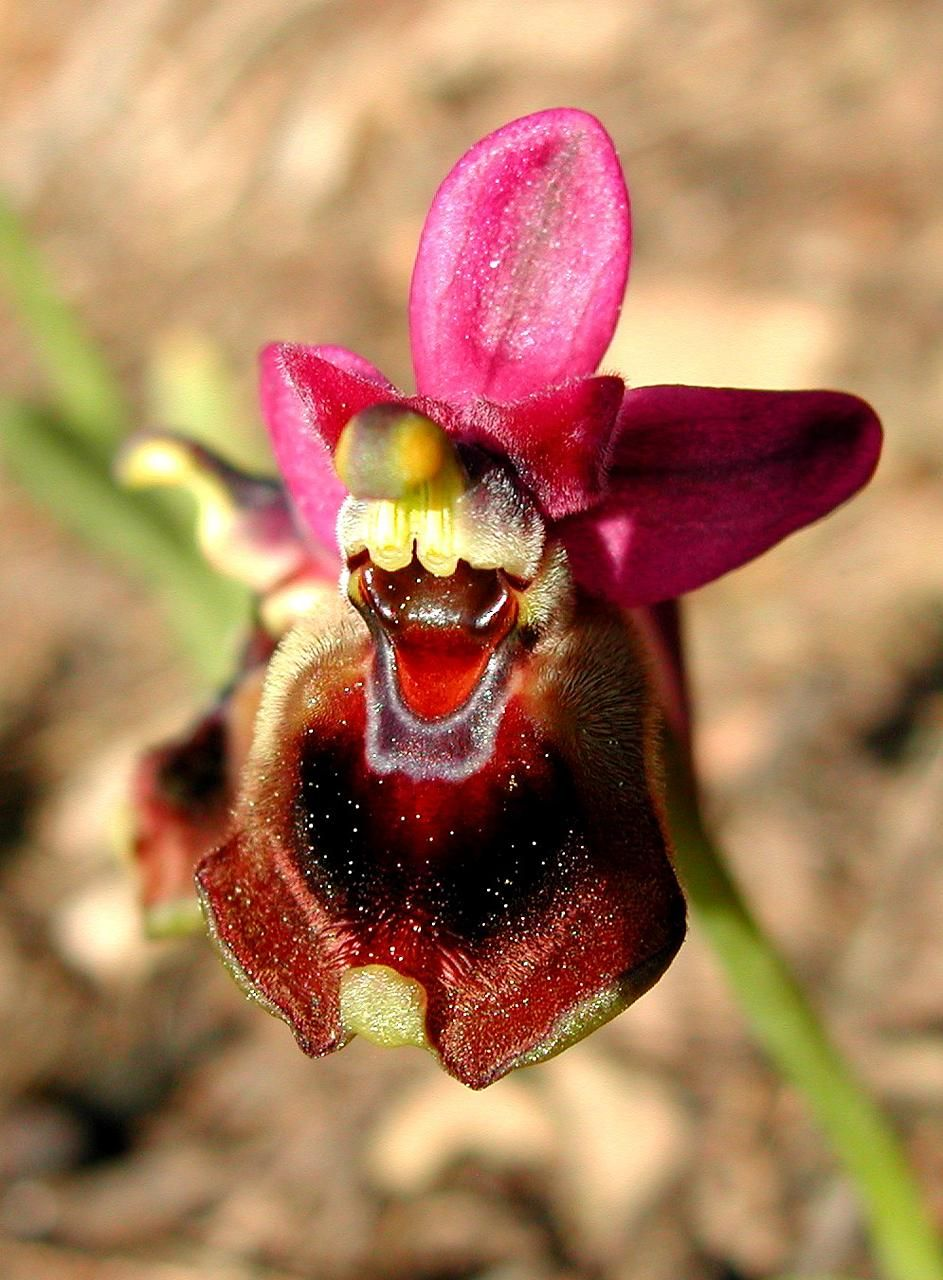
Ophrys tenthredinifera Mallorca
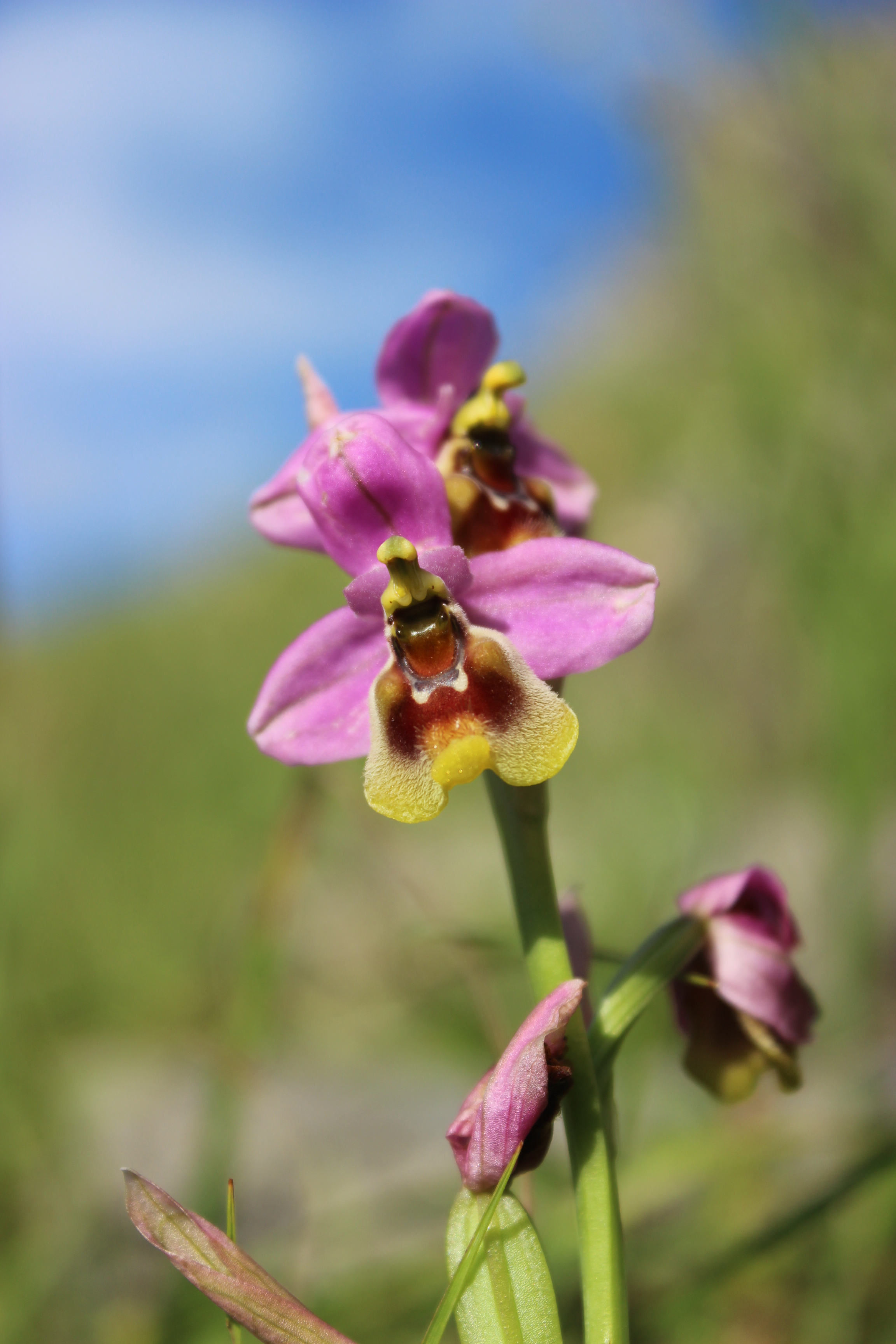
Ophrys tenthredinifera Las Salas (León)

## Híbridos NaturalesOphrys tenthredinifera
- Ophrys × alibertiana (O. spruneri × O. tenthredinifera) (Creta)
- Ophrys × bodegomii (O. passionis × O. tenthredinifera) (España)
- Ophrys × bourlieri (O. iricolor × O. lutea × O. tenthredinifera). (norte África)
- Ophrys × campolati (O. promontorii × O. tenthredinifera) (Italia)
- Ophrys × daneschianum (O. bertoloniiformis × O. tenthredinifera) (Francia)
- Ophrys × feldwegiana (O. ferrum-equinum × O. tenthredinifera) (Grecia)
- Ophrys × grampinii (O. sphegodes × O. tenthredinifera) (Italia a Sicilia)
- Ophrys × heraultii (O. tenthredinifera × O. vernixia subsp. ciliata) (Baleares).
- Ophrys × inzengae (O. betolonii × O. tenthredinifera) (Francia)
- Ophrys × laconensis (O. arachniiformis × O. tenthredinifera) (Francia)
- Ophrys × lievreae (O. iricolor × O. tenthredinifera) (norte de África)
- Ophrys × lupiae (O. bertolonii × O. incubacea × O. tenthredinifera) (Italia)
- Ophrys × manfredoniae (O. incubacea × O. tenthredinifera) (Italia)
- Ophrys × maremmae (O. holosericea subsp. fuciflora × O. tenthredinifera) (Italia)
- Ophrys × methonensis (O. argolica × O. tenthredinifera) (Grecia)
- Ophrys × montis-angeli (O. biscutella × O. tenthredinifera) (Italia)
- Ophrys × peltieri (O. scolopax × O. tenthredinifera) (norte de África)
- Ophrys × personii (O. lutea × O. tentherdiniffera) (Italia)
- Ophrys × rovittellii (O. exaltata × O. tenthredinifera) (Francia)
- Ophrys × sanconoensis (O. exaltata × O. tenthredinifera) (Sicilia)
- Ophrys × sancti-leonardi (O. fusca × O. tenthredinifera). (Italia)
- Ophrys × simica (O. lucis × O. tenthredinifera) (este de las islas del Egeo)
- Ophrys × sommieri (O. bombyliflora × O. tenthredinifera) (Medit.)
- Ophrys × sorrentini (O. bertolonii × O. tenthredinifera) (sur de Europa)
- Ophrys × spanui (O. annae × O. tenthredinifera) (Francia)
- Ophrys × triadensis (O. sicula × O. tenthredinifera) (Grecia)
- Ophrys × tuscanica (O. crabronifera × O. tenthredinifera) (Italia)